# Хамрай Олексій Олександрович
Олексій Олександрович Хамрай (нар. 3 серпня 1963, м. Київ) — український вчений-сходознавець, доктор філологічних наук, провідний науковий співробітник і завідувач відділу Класичного Сходу Інституту Сходознавства НАН України, віце-президент Української асоціації юдаїки (2015–2019).

## Академічна кар'єра
1999 року захистив кандидатську дисертацію на тему: «Застосування формалізованого аналізу почерків при описанні єврейських рукописів (доба середньовіччя — XVIII ст.)». 
У 2013 році захистив докторську дисертацію на тему: «Обмеження структури арабської граматики: семантика й синкретизм граматичного значення»

## Наукова та освітня діяльність
- Працював перекладачем-референтом з французької мови в Алжирі.
- Близько 20 років присвятив науковій та викладацькій діяльності. Викладає в Київському національному університеті ім. Тараса Шевченка, Київському національному лінгвістичному університеті, Національному університету «Києво-Могилянська Академія». Є членом редакційних колегій журналів Judaica Ukrainica і Східний світ.
- З 2012 року — керівник, з 2017 — співкерівник магістерської програми з юдаїки в НаУКМА.
- З 2015 року є віце-президентом Української асоціації юдаїки.
- З 2016 року займає посаду завідувача відділу Класичного сходу Інституту сходознавства НАН України.

## Монографії
- Обмеження структури арабської граматики. — К.: НАН України, Інститут сходознавства імені А. Ю. Кримського, 2009. — 229 с. — ISBN 978-966-02-4882-3 (2-ге вид.: К., 2010. — ISBN 978-966-02-5777-1).

## Публікації в періодичних наукових виданнях
- Просодичні перспективи арабської морфології // Східний світ. — 2013. — № 4. — С. 131—138.
- Близький та Середній Схід: вектори стратегічного партнерства // Сходознавство. — 2012. — № 60. — С. 203—230.
- Зв'язок розвитку системи відмінювання з характером суб'єктно-об'єктних відносин в арабській мові // Східний світ. — 2003. — № 4. — С. 156-162.
- Єврейські рукописи східного походження у фондах НБУВ // Східний світ. — 2008. — № 1. — С. 47—49.
- Інваріанти, прототипи і парадигми арабської граматики // Східний світ. — 2008. — № 3. — С. 173—179.
- Транскрипція й транслітерація арабомовних текстів: від діакритики до просодичних шаблонів // Східний світ. — 2012. — № 3. — С. 94—100.
- Перехідність дієслова та дифузність додатків в арабській мові // Східний світ. — 2006. — № 3. — С. 157—161.
- Системна типологія і арабська граматика // Східний світ. — 2006. — № 4. — С. 106—111.
- Фонологічні засади сегментації китайського тексту // Китаєзнавчі дослідження. — 2012. — Т. 2. — С. 72—82.
- Понятійний апарат давньоіндійської лінгвістичної традиції в контексті сучасної фонологічної термінології // Східний світ. — 2015. — № 1.. — С. 84—91.
- Співвідношення темпоральності й аспектуальності арабського дієслова // Східний світ. — 2005. — № 4. — С. 156—161.
- Зібрання записних книг єврейських громад у фондах Інституту рукопису НБУВ // Східний світ. — 2016. — № 2—3. — С. 130—139.
- Перспективи застосування феноменологічного підходу в описі арабської граматики // Східний світ. — 2016. — № 4. — С. 111—117.